# Bathonien
Stratigraphie
Bajocien Callovien
| Système                                             | Série     | Étage         | Age (Ma)      |
| --------------------------------------------------- | --------- | ------------- | ------------- |
| Crétacé                                             | Inférieur | Berriasien    | plus récent   |
| Jurassique                                          | Supérieur | Tithonien     | 149.2 – 143.1 |
| Jurassique                                          | Supérieur | Kimméridgien  | 154.8 – 149.2 |
| Jurassique                                          | Supérieur | Oxfordien     | 161.5 – 154.8 |
| Jurassique                                          | Moyen     | Callovien     | 165.3 – 161.5 |
| Jurassique                                          | Moyen     | Bathonien     | 168.2 – 165.3 |
| Jurassique                                          | Moyen     | Bajocien      | 170.9 – 168.2 |
| Jurassique                                          | Moyen     | Aalénien      | 174.7 – 170.9 |
| Jurassique                                          | Inférieur | Toarcien      | 184.2 – 174.7 |
| Jurassique                                          | Inférieur | Pliensbachien | 192.9 – 184.2 |
| Jurassique                                          | Inférieur | Sinémurien    | 199.5 – 192.9 |
| Jurassique                                          | Inférieur | Hettangien    | 201.4 – 199.5 |
| Trias                                               | Supérieur | Rhétien       | plus ancien   |
| Subdivisions du Jurassique selon l'IUGS, août 2018. |           |               |               |

Le Bathonien est un étage stratigraphique du Jurassique moyen (Dogger). Il s'étend de 168,2 ± 1,2 Ma à 165,3 ± 1,1 Ma, succédant au Bajocien et précédant le Callovien. Sa durée est d'environ 2 millions d'années.

## Historique et étymologie
L'étage Bathonien a été défini près de la ville  de Bath dans le comté de Somerset, au sud-ouest de l'Angleterre à 180 km à l'ouest de Londres.
En 1843, le géologue belge Jean-Baptiste-Julien d'Omalius d'Halloy a nommé ainsi, à partir de Bathonium (forme latinisée de Bath), les calcaires oolithiques du Jurassique avec lesquels la cité s'est construite (« pierre de Bath »). Ce terme a été précisé du point vue paléontologique par le naturaliste et paléontologue français Alcide d'Orbigny en 1850 et 1852,,.

## Stratotype

### Stratotype historique
Le stratotype historique de l'étage Bathonien correspond aux affleurements et au carrières de calcaire oolithique du Jurassique situés dans la région de la ville de Bath en Angleterre.

### Stratotype, PSM
Le Point Stratotypique Mondial (PSM) déterminant la base de l'étage a été sélectionné en France dans les Alpes-de-Haute-Provence en région Provence-Alpes-Côte d'Azur. Il s'agit de trois affleurements d'alternances de marnes et de calcaires dans des ravins localisés près du hameau de Bas-Auran sur la commune de Chaudon-Norante. L'Union internationale des sciences géologiques (UISG) a formellement accepté ce stratotype de la limite basale du Bathonien en 2008,.
Le PSM de la base de l'étage Callovien, qui vient après le Bathonien, n'a pas encore été défini.

## Subdivisions
D'un point de vue biostratigraphique, la base de l'étage Bathonien est caractérisée par l'apparition des espèces d'ammonites Gonolkites convergens et Morphoceras parvum. La biostratigraphie du site s'appuie également sur les microfossiles, le nanoplancton et les traces d'activité biologique conservées dans les sédiments (Paléoichnologie).

## PaléogéographieetFaciès
| Formation                | Localisation | Description | Photo |
| ------------------------ | ------------ | --- | ----- |
| Marnes de Port           | Calvados     | Couches marneuses atteignant une épaisseur de 50 m, reposant sur une couche calcaire à spongiaires du Bajocien, affleurant au niveau de l'estran  |       |
| Calcaire de Caen         | Calvados     | Calcaires à fins bioclastes et à ciment boueux (base du Bathonien moyen)                                                                          |       |
| Calcaire de Comblanchien | Côte d'Or    | Calcaire micritique très pur et très résistant, épais de 50 à 70 m, affleurant largement le long de la côte de Nuits et dans la région dijonnaise |       |

## Paléontologie

### Ornithopodes
| Ornithopodes du Bathonien               | Ornithopodes du Bathonien | Ornithopodes du Bathonien | Ornithopodes du Bathonien                                                                                | Ornithopodes du Bathonien |
| Taxa                                    | Présence                  | Lieu                      | Description                                                                                              | Images                    |
| --------------------------------------- | ------------------------- | ------------------------- | --- | ------------------------- |
| - Agilisaurus - Agilisaurus louderbacki |                           |                           | Dinosaure bipède herbivore, découvert en Chine.                                                          |                           |
| - Yandusaurus - Yandusaurus hongheensis |                           |                           | Un herbivore de la famille des Hypsilophodontidae.                                                       |                           |
| - Xiaosaurus - Xiaosaurus dashanpensis  |                           |                           | Un ornithosuchien qui a pu être lié aux Hypsilophodon et aux Lesothosaurus. Il était petit et herbivore. |                           |